# Diocèse de Jiaying
Le diocèse de Jiaying (Dioecesis Chiaimensis), anciennement de Kaying, est un siège de l'Église catholique en République populaire de Chine, suffragant de l'archidiocèse de Canton. Il comptait un peu plus de 22 000 baptisés en 1950, soit 0,9% de la population.

## Territoire
Le territoire du diocèse comprend une partie de la province du Guangdong sur 67 000 km2.
Le siège est à Meizhou où se trouve la cathédrale de la Sainte-Famille.

## Histoire
La région est évangélisée depuis la seconde moitié du XIXe siècle par les prêtres des Missions étrangères de Paris à partir du vicariat apostolique de Canton.
La préfecture apostolique de Kaying (aujourd'hui Jiaying) est érigée le 20 février 1929 par le bref Pastorale officium de Pie XI, recevant son territoire du vicariat apostolique de Swatow (aujourd'hui diocèse de Shantou). Elle est confiée aux missionnaires américains de  Maryknoll, arrivés en octobre 1925 à l'appel de Mgr Adolphe Rayssac.
Elle est élevée au rang de vicariat apostolique le 18 juin 1935.
Le 11 avril 1946, le vicariat apostolique devient diocèse par la bulle Quotidie Nos de Pie XII.
En octobre 1949, l'ensemble de la Chine tombe sous le régime communiste de Mao Tsé-Toung qui met deux ans à éradiquer toutes les œuvres catholiques du pays et à démanteler la hiérarchie. L'évêque  Francis Xavier Ford est martyrisé en 1952. Il est considéré par l'Église comme serviteur de Dieu.
Les autorités officielles ont mis en place une hiérarchie non reconnue par Rome dans les années 1980. Son dernier évêque nommé a finalement été reconnu par le Saint-Siège en 2003.

## Ordinaires

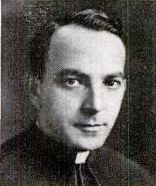
Le serviteur de Dieu Francis Xavier Ford.

- Francis Xavier Ford M.M., 28 avril 1929-21 février 1952
- Sede vacante
- Joseph Liao Hongqing, depuis le 26 septembre 2003